# Katherine Gilbert
Katherine Everett Gilbert (* 29. Juli 1886; † 28. April 1952 in Durham, North Carolina) war eine US-amerikanische Philosophin.

## Leben und Werk
Gilbert war eine Absolventin der Brown University und promovierte 1912 an der Cornell University über die Geschichte der Ästhetik. 1913 heiratete sie Allen H. Gilbert und hatte zwei Kinder mit ihm. Sie war wissenschaftliche Mitarbeiterin für Philosophie an der Cornell University und Ende der 1920er Jahre an der University of North Carolina. Ab 1930 lehrte sie als Philosophieprofessorin an der Duke University und leitete ab Anfang der 1940er Jahre das Department für Ästhetik, Kunst und Musik bis zu ihrer Emeritierung 1951. Sie war die erste Frau, die auf eine ordentliche Professur an der Duke University berufen wurde.
Gilberts Hauptinteresse in der Philosophie galt der Ästhetik einschließlich Philosophische Ästhetik, Kunstkritik, Architektur, Tanz und Literatur. Mit dem deutschen Philosophen Helmut Kuhn verfasste sie 1939 das gemeinsame Werk A History of Esthetics, in dem Gilberts Beiträge stark auf ihren früheren Artikeln zu diesem Thema basierten. Zu diesen gehörten Analysen der Ästhetik unter anderen von Platon, Aristoteles bis Benedetto Croce. Ihr posthum veröffentlichtes Werk Aesthetic Studies: Architecture and Poetry ist eine Anthologie, die ihre Beiträge über die Beziehung zwischen der poetischen und der strukturierten Vorstellungskraft versammelt.
Sie unterstützte Helmut Kuhn bei seiner Suche nach einer Professur an einer amerikanischen Universität.
Die Katherine Everett Gilbert Professur für Englisch und Theaterwissenschaften an der Duke University ist nach ihr benannt.

## Werke
- Maurice Blondel’s Philosophy of Action, 1924;
- Studies in Recent Aesthetics, 1927;
- A History of Esthetics (mit H. Kuhn) 1939;
- Aesthetic Studies, (ausführliche Bibliographie), 1952;
- The Mind and its Discipline, in: Philosophical Review 27, 1918, S. 413–427.
- The Relation between Esthetics and Art Criticism, in: Journal of Philosophy 35, 1938, S. 289–95.